# Џонсон Сити (Илиноис)
Џонсон Сити (енгл. Johnston City) град је у америчкој савезној држави Илиноис. По попису становништва из 2010. у њему је живело 3.543 становника.

## Демографија
Према попису становништва из 2010. у граду је живело 3.543 становника, што је 14 (0,4%) становника мање него 2000. године.
| Група             | 2000.         | 2010.         |
| Белци             | 3.490 (98,1%) | 3.415 (96,4%) |
| Афроамериканци    | 4 (0,1%)      | 22 (0,6%)     |
| Азијати           | 2 (0,1%)      | 7 (0,2%)      |
| Хиспаноамериканци | 38 (1,1%)     | 37 (1,0%)     |
| Укупно            | 3.557         | 3.543         |